# Интеллект шимпанзе
Интеллект шимпанзе наиболее изучен среди всех видов животных. Исходя из новейших исследований, их генетическая база совпадает с человеческой примерно на 90 %. Шимпанзе настолько генетически близки к человеку, что одно время даже предлагалось относить шимпанзе к роду Люди.
Хотя шимпанзе не могут говорить из-за строения голосового аппарата, они способны общаться на языке жестов. Первого шимпанзе научили говорить на языке жестов в 1967 году, а к 1972 году уже с десяток шимпанзе были обучены языку жестов. Также были придуманы другие языки для общения с шимпанзе, такие как язык символов и язык лексиграмм. Самца Канзи удалось научить понимать на слух около 3000 английских слов и активно употреблять более чем 500 слов при помощи клавиатуры с лексиграммами. Описан случай, когда обученная языку знаков самка бонобо обучила ему своего детёныша раньше, чем это планировал сделать исследователь.
В природе шимпанзе способны использовать орудия труда. Они используют палки для ловли муравьёв и термитов, собирания мёда и охоты на млекопитающих, камни для кидания и разбивания орехов, фруктов, овощей и семян и листья для ловли муравьёв и термитов, собирания воды и чистки. Они способны изготовлять орудия труда (очищают палки от листьев, заостряют палки и камни). Также они могут использовать 2 орудия труда одновременно (палку и листья для её чистки, камень для разбивания и камень-подставку). Кроме орудий труда, шимпанзе строят гнёзда, которые могут быть расположены группами.
В июле 2014 года учёные провели исследование, в результате которого определили, что умственные способности шимпанзе определяются прежде всего генами. В результате тестирования на интеллект 99 шимпанзе удалось установить, что колебания фактора g (фактора общего интеллекта) в 52,2 % случаев зависит от генов. Сильнее всего наследственность влияет на пространственные и коммуникативные навыки, что, по всей видимости, вызвано тем, что данные способности важны для поиска пропитания и совместного решения проблем в коллективе.

## Самосознание
Все шимпанзе и карликовые шимпанзе проходят зеркальный тест, который доказывает наличие самосознания.

## Речь

### Язык жестов
| Аллен и Беатрис Гарднеры         | Много                 | Жестовый язык людей — амслен                                                         |
| Дэвид Примак и Энн Джеймс Примак | Сара, Элизабет, Пиони | Оригинальный (использовались фигурные жетоны для обозначения слов английского языка) |
| Дьюэйн Румбо                     | Лана                  | Специально разработанный искусственный язык на основе лексиграмм — Йеркиш            |

В 1967 году был начат первый эксперимент с целью научить говорить молодую самку шимпанзе по кличке Уошо на американском жестовом языке — амслене.
Уошо показывали какой-либо предмет или действие, а затем складывали её пальцы в соответствующий жест. Уже выучив восемь знаков, Уошо начала их комбинировать. Ещё в начале обучения она продемонстрировала понимание знаков: она узнавала изображение на картинке не хуже самого предмета, отличала маленькое изображение взрослого человека от изображения ребёнка и так далее. Через пять лет она знала уже 160 слов. Уошо активно использовала знаки для общения с людьми и достижения своих целей. Хотя люди и не спешили признать в лице Уошо владеющего языком примата, сама обезьяна, нимало не сомневаясь, причисляла себя к людскому роду, а других шимпанзе называла «чёрными тварями».
К 1972 году в Оклахомском институте изучения приматов уже с десяток шимпанзе умели общаться на языке жестов.
Описан случай, когда обученная языку знаков самка бонобо сама обучила своего детёныша вместо человека-экспериментатора.
В эксперименте, проведённом Фондом исследования больших человекообразных обезьян (США), знаменитого самца Канзи удалось научить понимать на слух около 3000 английских слов и активно употреблять более чем 500 слов при помощи клавиатуры с лексиграммами (геометрическими знаками).
В июле 2014 года Кэтрин Хобайтер и Джеймс Бирн из Сент-Эндрюсского университета опубликовали исследование, в котором проанализировали 4500 случаев жестикуляции и расшифровали 66 жестов, которые шимпанзе используют для передачи 19 различных сообщений. Учёными было установлено, что, если самка показывает ступню детёнышу, то она приглашает его взобраться к ней на спину, если шимпанзе трогает другого за руку, то он просит почесать ему шкуру, а для привлечения сексуального партнёра шимпанзе жуют листья.

### Язык символов
Дэвид Премак для обучения семилетней шимпанзе с именем Сара изобрёл символы, обозначавшие то или иное понятие. Она довольно быстро усвоила, что голубой треугольник является символом яблока, а красный квадратик — банана, потом — символы имён Премака, трёх его ассистентов и своего. Ещё через некоторое время словарь Сары пополнился обозначением почти всех окружавших её предметов, основных цветов спектра и всех возможных их комбинаций настолько успешно, что вскоре «рабочий словарь» Сары насчитывал 120 слов.
Потом Сара поняла значение предлога «на», обозначением которого служила особая фигурка, это был первый и очень важный шаг для того, чтобы перейти к следующему этапу — составлению предложений. Первыми предложениями, которые шимпанзе стала читать, были сочетания трёх символов, означавших один предмет на другом предмете. Задолго до этого Сара хорошо усвоила, какой цвет получается при наложении друг на друга различных цветов спектра. Так, с поразительной точностью она выбирала символ, обозначающий зелёный цвет, если Премак накладывал друг на друга фигурки, обозначающие синий и жёлтый, и т. п.
Однажды Премак решил выяснить, насколько она поняла правильный порядок слов в предложении и составил несколько комбинаций символов, не имевших никакого смысла. Очень неожиданно для него Сара сама стала его учить. Когда Сара несколько раз правильно выполнила задание, она отодвинула от доски своего учителя и сама стала составлять предложения, но незаконченные. Она предлагала Премаку на выбор несколько символов, с помощью которых он мог их закончить. Так, она писала на магнитной доске: яблоко на… и предлагала на выбор несколько символов, обозначавших предметы, цвета, понятия. Вначале Премак не понимал, что от него хочет Сара. Однако очень скоро он убедился, что её действия совершенно последовательны. Сара терпеливо отвергала предложения вроде «яблоко на синем». Её устраивал только такой вариант предложения, который имеет какой-то смысл, например «банан на блюде», «яблоко на банане» и т. д.
Но самое трудное было впереди, когда от обозначений конкретных предметов перешли к усвоению общих понятий. Когда Премак научил Сару ассоциировать красный цвет с яблоком, а зелёный — с грейпфрутом, они перешли к текстам, с помощью которых он исследовал понимание и осознание ею значения слова «цвет». Сара правильно называла цвета совершенно незнакомых ей объектов. Например, ассоциируя красный цвет как принадлежность яблока, шимпанзе безошибочно узнавала его в окраске вишни, которую она до этого не видела. Во время одного из опытов Саре дали яблоко и попросили отобрать символы цвета и формы, характеризующие этот плод. Она с готовностью сделала это. Затем вместо яблока ей дали его символ — голубой треугольник и предложили сделать то же самое. Абсолютно без колебаний Сара написала для этого совершенно не имеющего ничего общего с яблоком предмета те же символы круглого и красного, как и в том случае, когда перед ней лежало настоящее яблоко. Учёный считает это доказательством того, что шимпанзе думает о символе, скажем, яблока, не как о физическом объекте (в данном случае голубой пластмассовый треугольник), а как о предмете, который он символизирует.

### Язык лексиграмм
Группа учёных создала электронное устройство и программу синтаксического и смыслового анализа знакового языка. Знаковый язык «Йеркиш» состоял из небольших геометрических фигур, которые назвали лексиграммами, каждая из которых соотносится с определённым словом.
На стене помещения, в котором находится обезьяна, имеется клавиатура с нанесёнными на клавиши лексиграммами. Если нажать такую клавишу, лексиграмма, изображённая на ней, проецируется на экран, расположенный непосредственно над клавиатурой. Последовательность лексиграмм компьютер считает фразой, если она начинается определённым сигналом и заканчивается точкой. Чтобы подать начальный сигнал, обезьяна дёргает рукой за штангу, укреплённую над клавиатурой, и начинает «разговор». Компьютер считает фразу правильной, когда последовательность лексиграмм точно соответствует правилам, зафиксированным в заданной программой грамматике. Сомнительных случаев здесь нет: фраза либо абсолютно правильна, либо неправильна. Правила построения фраз в «йеркише» однозначны, жёстки и не допускают отклонений, ибо пока стоит задача проверки только грамматических способностей шимпанзе Ланы, а не её воображения.
Когда Лана нажимает на клавишу, лексиграмма, изображённая на ней, проецируется на экран, расположенный непосредственно над клавиатурой. Нажатие другой клавиши — рядом появляется новое изображение. И так далее, до тех пор, пока не получится линейная запись фразы. Затем компьютер выносит решение. Если фраза правильна — звенит колокольчик, если нет — лексиграммы исчезают с экрана, а Лане нужно начинать сначала.
Этот «механизм стирания» Лана обнаружила и освоила очень быстро. Допустив опечатку, она даже не пытается довести фразу до конца, а сразу ставит точку. Компьютер, оценивая, естественно, входные данные как ложные, сразу гасит проекторы и готовит систему к новому «разговору» — так что зря Лана на клавиши не нажимает.
Лана в любое время может заказать поесть или попить, но только при условии, что фраза будет сформулирована правильно. Скажем, она набирает на клавиатуре фразу: «Пожалуйста, машина, дай мне кусочек банана», автомат подаёт лакомство в углубление в стене, откуда Лана его забирает. Точно так же обезьяна может попросить кусочек яблока, изюм и т. д. Лана составляет себе абсолютно рациональное меню, хотя очень любит шоколадные конфеты. Теперь люди кормят её только тогда, когда машина отключена на техосмотр.
Лана просит не только пить или есть. Например, она может написать: «Пожалуйста, машина, открой окно». Тогда по сигналу компьютера поднимается штора, закрывающая окно в комнате шимпанзе, и Лана в течение 30 секунд может смотреть на улицу. Если ей хочется посмотреть подольше, то она должна через каждые полминуты повторять своё сообщение.
Лана заказывает и кино — по её просьбе проектор в течение тех же 30 секунд показывает шимпанзе видовой фильм о жизни шимпанзе в джунглях. Чтобы просмотреть фильм, Лане нужно 28 раз отпечатать приказ на клавиатуре. Точно так же она просит показать ей диапозитивы или дать прослушать одну из двух имеющихся в её распоряжении магнитофонных лент.
На некоторые простые вопросы о музыке и диапозитивах она умеет отвечать. Лана отвечает соответствующей лексиграммой, если ей показывают один из двадцати известных ей предметов и спрашивают: «Что есть имя этого?»
Новые лексиграммы Лана заучивает удивительно быстро. Как правило, достаточно показать ей лексиграмму и соответствующий предмет один-два раза и повторить «урок» на следующий день. В настоящее время Лана твёрдо знает 55—60 лексиграмм. Это много. Кроме грамматики Лану обучали и синтаксису. Перед ней стояла двоякая задача. Первая: она должна была правильно дополнить начатую фразу. Например, учёные печатали: «Пожалуйста, машина, дай…», а Лана должна была правильно закончить фразу. На выбор ей предлагалось в качестве правильных лексиграммы «орех», «вода», «кусочек банана» и т. п., а неправильных — «фильм», «диапозитив», «музыка», «окно» и т. п. Второе задание заключалось в том, чтобы стереть неправильно начатую машиной фразу вместо того, чтобы её как-нибудь закончить. В обоих экспериментах реакция Ланы была правильной в 89 % случаев. Результат, надо сказать, весьма обнадёживающий.
Но даже без «синтаксиса», оглядываясь на первый год обучения Ланы, можно сделать вывод, что результаты исследований очень убедительны. Развитие шимпанзе шло гораздо быстрее запрограммированного, и ряд «приятных неожиданностей» говорит о ещё не раскрытых способностях Ланы.
Когда главный воспитатель Ланы Тимоти Гилл зашёл утром в помещение для экспериментов, чтобы заполнить автоматы едой и питьём, и, совершенно машинально отломив кусочек банана, положил его себе в рот, Лана прекрасно видела всё это и возмутилась: у неё встала дыбом шерсть, она приняла угрожающую позу. Потом, увидев, что таким образом всё равно ничего не добьётся, она подбежала к клавишам и нажала на лексиграмму «Нет!».
В эксперименте, проведённом Фондом исследования больших человекообразных обезьян (США), знаменитого самца Канзи удалось научить понимать на слух около 3000 английских слов и активно употреблять более 500 слов при помощи клавиатуры с лексиграммами (геометрическими знаками).

## В природе
Карликовые шимпанзе постоянно, даже за едой, общаются между собой с помощью системы звуков, которую пока не удалось расшифровать.

### Социальная структура
Шимпанзе живут в сложноустроенных мужских и женских социальных группах, называемых общинами. Внутри общины статус индивида и его влиятельность диктуют определённую социальную иерархию. Иерархию шимпанзе можно назвать плоской, так как несколько индивидов могут быть достаточно влиятельными, чтобы вместе доминировать над другими членами, занимающими более низкое положение. Доминирующего самца обычно называют альфа-самцом. Он имеет наивысшее социальное положение, управляет группой и поддерживает порядок во время споров. В обществе шимпанзе доминирующий самец не всегда самый большой и сильный, а, скорее всего, он самый умелый манипулятор и политик, способный контролировать происходящее внутри группы. Чтобы добиться доминирующего положения, самцы шимпанзе обычно обзаводятся соратниками, которые при необходимости окажут им поддержку в борьбе за власть. Альфа-самец, как правило, показывается на публике в напыщенном виде, он вздыбливает на теле шерсть, чтобы визуально увеличить свой размер и придать себе как можно более устрашающий и властный облик. Такое поведение, по всей видимости, является принципиальным для статуса альфа-самца, так как оно помогает ему поддерживать свой авторитет и запугивать других членов общины, которые пытаются захватить власть. Шимпанзе, занимающие подчинённое положение, чтобы выказать уважение, делают почтительные жесты с помощью языка тела или простирают руки, во время уханья. Самки шимпанзе выражают своё почтение альфа-самцу, представляя ему на обозрение свои задние части.
У самок шимпанзе в пределах своей группы тоже имеется иерархия, которая контролируется индивидом женского пола. В некоторых женских общинах статус высокопоставленной матери может переходить к дочери по наследству. Самки также создают союзы сторонников, чтобы доминировать над самками, занимающими более низкое положение. Но в отличие от самцов, основная цель доминирования которых заключается в получении привилегий при спаривании и иногда в возможности жестокого обращения с подчинёнными, самки хотят доминировать для того, чтобы получить доступ к ресурсам, например к еде. Так высокопоставленные самки обычно первыми получают доступ к ресурсам. В общем же, оба пола хотят получить более высокий статус, чтобы улучшить своё социальное положение внутри группы.
Часто случается, что решение о выборе альфа-самца остаётся за самками. Чтобы получить альфа-статус в общине, самцу шимпанзе необходимо завоевать их признание. Самки хотят быть уверены, что их группа будет находиться в местах, где есть достаточно пищи. В некоторых случаях группа доминирующих самок может сместить альфа-самца, если он им неугоден, и подготовить ему на замену другого самца, в котором они видят более подходящего лидера для их группы..
У шимпанзе нередко проявляется высокая агрессивность. В опубликованных в сентябре 2014 года результатах исследования было показано, что в борьбе за лучшую территорию, пищу и ресурсы, а также для того, чтобы избавиться от конкурентов, особи способны убивать друг друга. Убийцы всегда действуют в составе группы (от пяти до тридцати двух обезьян на одну жертву) и чаще всего убивают самцов и детёнышей из других групп, при этом обычно не трогают самок. В ходе убийства они чаще всего отрывают гениталии жертве или разрывают горло. Наибольшее количество убийств зафиксировано в популяциях, проживающих вдали от людей. В то же время, учёные показали, что эти приматы способны скорбеть по умершим родственникам, а также не родственным им членам популяции.

## Орудия труда шимпанзе
Все описанные ниже орудия труда использовались и строились шимпанзе без вмешательства людей, так как шимпанзе в квартирах, лабораториях и с помощью дрессировки могут использовать любые орудия труда, как и люди, вплоть до уборки в собственных вольерах. Использование и изготовление орудий труда достаточно разнообразно и включает в себя охоту на беспозвоночных и млекопитающих, добычу мёда, переработку пищевых продуктов (орехов, фруктов, овощей и семян), собирание воды, оружие и укрытие.

### Ловля муравьёв и термитов

#### Предыстория
В 1960 году Джейн Гудолл наблюдала, как шимпанзе тыкал травинку в термитник, а затем поднимал её ко рту. Когда он ушёл, Гудолл подошла к насыпи и повторила использование орудия труда, потому что она не была уверена, для чего шимпанзе это делают. Она обнаружила, что термиты немного залезают на травинку. Шимпанзе использовал травинку в качестве орудия труда для ловли термитов.

#### Изготовление орудий труда
Изготовление орудий труда намного реже, чем простое использование орудий труда и показывает высокие когнитивные способности. Вскоре после своего первого открытия применения инструментов, Гудолл наблюдала других шимпанзе за подниманием веток с листьями, очисткой веток от листьев и стеблей, чтобы ловить насекомых. Это изменение листовых веток является одним из основных открытий в использовании орудий труда шимпанзе. До этого учёные считали, что только люди изготовляют и используют инструменты, и что эта способность — то, что отделяет человека от других животных.
Оба вида шимпанзе были замечены в использовании «губок» из листьев и мха, чтобы всасывать воду и использовать их для ухода за инструментами.
Шимпанзе наблюдались даже за использованием двух изготовленных орудий труда одновременно: палка, чтобы копаться в гнезде муравьёв, и «щётка», изготовленная зубами из стеблей травы, чтобы собирать муравьёв.

### Переработка пищевых продуктов (каменные орудия труда)
Шимпанзе разбивают орехи камнями.
После раскалывания орехов камнями, до частей зерна может быть слишком трудно добраться с зубами или ногтями, и поэтому некоторые шимпанзе используют палочки, чтобы убрать эти остатки, а по орехам сильно стучат молотком, сделанным из дерева или камня, как делают и другие шимпанзе. Относительно редкое сочетание использования двух различных инструментов.

#### Изготовление орудий труда
Шимпанзе в горах Гвинеи используют каменные и деревянные ножи, а также каменные наковальни, изрубают и уменьшают фрукты деревьев Treculia на мелкие порции. Это твёрдые и волокнистые плоды, которые могут быть размером с волейбольный мяч и иметь массу до 8,5 кг., но, несмотря на отсутствие твёрдой внешней оболочки, они слишком большие для шимпанзе, чтобы откусывать их целыми. Вместо этого, шимпанзе используют целый ряд инструментов для нарезания их на более мелкие куски. Это первый случай использования технологий орудий труда шимпанзе, для того чтобы разделять крупные продукты на маленькие кусочки, а не просто извлекать их из других недоступных источников, таких как орехи баобабов.
Кроме того, впервые дикие шимпанзе были замечены за использованием двух различных типов ударных технологий: подвижных колунов и неподвижных наковален — для достижения одной цели. Соседние шимпанзе в близлежащем районе Seringbara не обрабатывают пищу таким образом, что указывает, какие инструменты используются среди обезьян только в этой культуре.

### Охота
Исследования в 2005 году показали, что обыкновенные шимпанзе заостряют палки для использования в качестве оружия при охоте на млекопитающих. Это считается первым свидетельством планомерного использования оружия другими видами животных, кроме людей. Исследователи документировали 22 случая, когда дикие шимпанзе в саванне в Сенегале изготавливали «копья» из палочек и охотились на сенегальских галаго. В каждом случае шимпанзе изменяют ветви путём разрыва одного или двух концов и часто используют свои зубы, чтобы заострить палки. Орудия труда, в среднем, около 60 см в длину и 1,1 см в диаметре. Потом шимпанзе тыкали копьём в углубления в стволах деревьев, где спят детёныши сенегальских галаго. Был один случай, в котором шимпанзе успешно извлёк сенегальского галаго инструментом. Орудия труда называются «копьями», тем не менее, они отличаются от копья в том смысле, что они тыкают в стволы деревьев и ветви, а не бросают. Некоторые считают слово «копьё» преувеличением, которое делает шимпанзе слишком похожими на древних людей, и считают термин «дубинка» более точным. Самки и молодые шимпанзе были замечены за этим чаще, чем взрослые самцы.

### Охота на пчёл
Некоторые шимпанзе используют инструменты, чтобы охотиться на крупных пчёл, которые вьют гнёзда в мёртвых ветвях на земле или на деревьях. Чтобы добраться до личинки и мёда, шимпанзе сначала проверяют наличие пчёл прощупыванием входа гнезда палкой. Если присутствуют, взрослые пчёлы блокируют вход жалами, готовые ужалить. Шимпанзе затем убивает их палочкой, потом выкидывает их оттуда и быстро ест их. После этого шимпанзе открывает гнездо зубами, чтобы добыть личинок и мёд.
Шимпанзе едят мёд четырёх видов пчёл. Группы шимпанзе ловят пчёл палками после того, как попытались сделать это руками. Как правило, они извлекают своими руками соты из гнёзд спокойных медоносных пчёл и убегают от пчёл, чтобы спокойно съесть свой улов. Но гнёзда, которые уже были разрушены из-за падения дерева или из-за вмешательства других хищников, очищаются от оставшегося мёда орудиями труда.

### Орудия труда из листьев
Когда шимпанзе не могут достать воду, которая сформировалась в дуплах внутри высоких деревьев, они разжёвывают горсти листьев и окунают эти «губки» в воду, чтобы впитать её.
Оба вида шимпанзе также наблюдались в изготовлении «губки» из листьев и мха, которая высасывает воду и используется в качестве инструментов ухода.
Некоторые примеры использования орудий труда дикими карликовых шимпанзе включают использование листьев в качестве прикрытия от дождя.

### Кидание
В марте 2009 года сообщалось, что самец шимпанзе в зоопарке Furuvik (Швеция) по имени Сантино, бросался камнями в посетителей зоопарка. Утром, до открытия зоопарка, будучи в спокойном состоянии, он складировал сотни камней в том месте, где будут посетители. Несколько часов спустя, изображая «взволнованность» перед посетителями, шимпанзе швырялся в них камнями. Кроме того, шимпанзе научился откалывать куски бетона из своего вольера для изготовления снарядов.

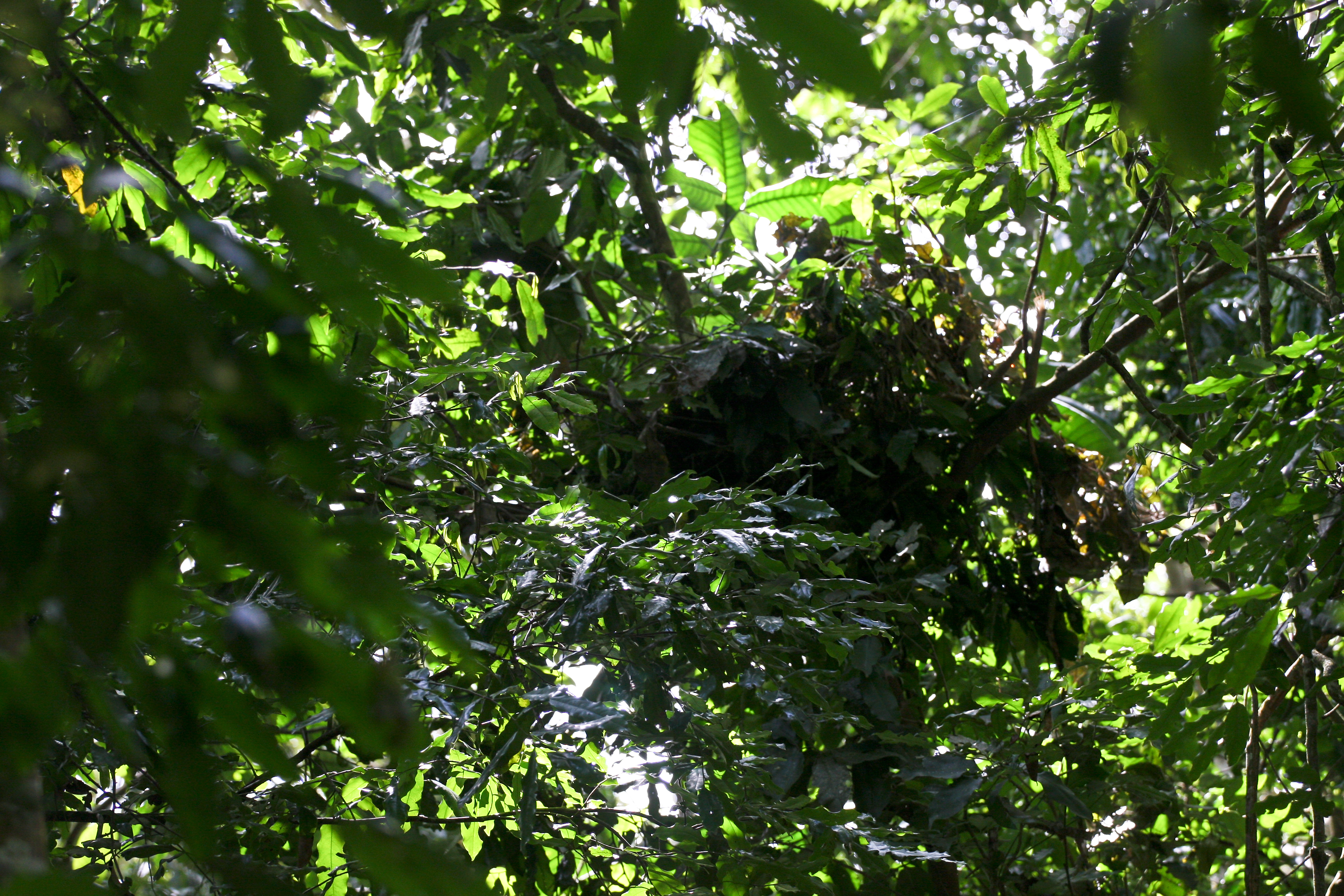
Гнездо шимпанзе в Кении

## Постройки шимпанзе
Шимпанзе и бонобо строят гнёзда на деревьях, завязывая вместе ветви одного или нескольких деревьев. Особенно часто это делают матери, которые прячут туда младенцев. Гнезда состоят из матраса, опирающегося на прочный фундамент, и выстроены выше из веток и мягких листьев. Гнёзда строят на деревьях, которые имеют диаметр не менее 5 метров и могут быть расположены на высоте от 3 до 45 метров. Гнёзда строят днём, а также ночью. Гнёзда могут быть расположены в группах.

## Запоминание
В университете Киото в 2000 году родился шимпанзе, а после он воспитывался и обучался в Институте исследования приматов (Primate Research Institute) в рамках «Проекта Ай», который посвящён изучению интеллекта шимпанзе. Его конкретная способность заключается в том, что он обучен запомнить на экране места расположения ряда чисел за короткое время и затем точно воспроизвести эту последовательность. Уже в пять лет Аюму изумлял своего профессора своими способностями решать интеллектуальные задачи. Шимпанзе Аюму запоминает последовательность чисел на экране менее чем за полсекунды. Этот показатель оказался гораздо выше, чем у студентов университета, которые пытались выполнить эту операцию. Аюму стал героем телевизионных каналов BBC и Discovery Channel в серии передач «Самые умные животные». В 2008 году он был показан на британском канале Channel Five в передаче «Выдающиеся животные», а когда ему было 7 лет, он соревновался с победителем Англии по запоминанию, Беном Придмором и в серии тестов опередил его.

## Манипулирование
Шимпанзе по имени Наташа выучила несколько трюков, к примеру, она хлопает в ладоши для привлечения к себе внимания окружающих, которые дают ей различные угощения. Кроме того, обезьяна ради собственного развлечения сначала привлекает к себе жестами посетителей заповедника, а затем, когда они подойдут достаточно близко, начинает активно поливать их водой.
Наташа по уровню социальной активности на порядок превосходит своих сородичей, отметила принимавшая участие в проекте биолог Джилл Прутц. Она также высказалась, что учёные и раньше знали об индивидуальных различиях приматов, но не думали, что они могут быть настолько масштабными.